# 임순택
임순택(林舜澤, 1953년 9월 5일 ~ )은 대한민국의 바둑 기사이다. 제자는 박병규가 있다.

## 약력
1976년에 입단하였고 1985년 제1기 신왕전 본선에 진출하였고 1993년 4단으로 승단했다. 2001년 시니어 프로기전 돌씨앗배 본선에 올랐다. 2004년 제1기 전자랜드배 왕중왕전 봉황부 4강에 진출했다. 2007년 5월에 5단으로 승단하였다. 현재 바둑도장을 개설하여 바둑 유망주를 지도 중이다.